# Burker-Wieland Jüngling
Burker-Wieland Jüngling (* 7. Januar 1943 in Ilmenau, Thüringen) ist ein ehemaliger deutscher Politiker (FDP, davor SPD).
Jüngling machte sein Abitur 1963 in Würzburg, anschließend eine Ausbildung zum Polizei- und Kriminalbeamten in Hamburg und war bis 1969 aktiv bei der Polizei tätig. Danach war er bis 1991 als leitender Angestellter in der Abteilung Werksicherheit bei den Ford-Werken in Köln beschäftigt. Nach der Wende arbeitete er als Prokurist und leitender Angestellter im Sicherheitsbereich von Dienstleistungsunternehmen mit Sitz in Halle und Leipzig und war ab 1996 selbständiger Sicherheitsberater. Er ist verheiratet und wohnt in Dessau-Roßlau.
Jüngling saß von 1998 bis 2002 im Landtag von Sachsen-Anhalt. Er wurde im Landtagswahlkreis Saalkreis direkt gewählt. Nachdem er bei der Landtagswahl 2002 nicht wieder gewählt worden war, trat er 2003 aus der SPD aus. 2009 wurde er Mitglied der FDP. Er trat bei der Landtagswahl 2011 auf Listenplatz 21 und im Landtagswahlkreis Dessau-Roßlau-Wittenberg an, schaffte den Einzug jedoch nicht. 2014 trat er aus der FDP aus.
Anfang November 2016 wurde bekannt, dass Jüngling für die AfD-Fraktion ohne Vertrag eine Tätigkeit als Berater im Untersuchungsausschuss „Gutachten-Affäre“ des Landtages von Sachsen-Anhalt aufgenommen hat. Schon zu Ende Dezember 2016 wurde diese Tätigkeit aufgrund von Differenzen mit der Führung der AfD-Fraktion beendet. Die Fraktion erhält für den Berater monatlich bis zu 2.500 Euro aus Steuermitteln.